# Barre (Tarn)
Barre ist eine südfranzösische Gemeinde mit 206 Einwohnern (Stand: 1. Januar 2022) im Département Tarn in der Region Okzitanien. Sie gehört zum Arrondissement Castres und ist Mitglied im Gemeindeverband Communauté de communes du Haut-Languedoc. Die Bewohner werden Barrois und Barroises genannt.

## Lage
Barre liegt in den südwestlichen Ausläufern des Zentralmassivs zu Füßen der Berge Mont Barre (1062 m) und Mont Gos (1065 m) in der Kulturlandschaft des Albigeois ca. 79 km (Fahrtstrecke) südöstlich von Albi im Regionalen Naturpark Haut-Languedoc in einer Höhe von ca. 925 m ü. d. M. Das Klima ist gemäßigt; Regen fällt ganzjährig. Hier entspringt das Flüsschen Viau, durchquert das Gemeindegebiet und entwässert zur Vèbre.

## Bevölkerungsentwicklung
| Jahr      | 1800 | 1851 | 1901 | 1954 | 1999 | 2014 |
| Einwohner | 1092 | 1453 | 646  | 373  | 215  | 204  |

Der kontinuierliche Rückgang der Einwohnerzahlen seit der Mitte des 19. Jahrhunderts ist im Wesentlichen auf die Mechanisierung der Landwirtschaft und den damit zusammenhängenden Verlust an Arbeitsplätzen zurückzuführen.

## Wirtschaft
Die Bewohner des Ortes lebten traditionell als Selbstversorger von der Landwirtschaft, zu der auch die Viehzucht (Schafe, Ziegen) gehörte.

## Geschichte
Das zur Gemeinde Barre gehörende Château de Muratel wird bereits im 12. Jahrhundert erwähnt; im Verlauf der Französischen Revolution wurde es größtenteils abgerissen. Während dieser Zeit und im 19. Jahrhundert wurde Barre wiederholt mit einigen Nachbardörfern (z. B. Cabannes) zusammengelegt und wieder getrennt wurde bis letztlich die heutige Gemeinde entstand. Neben dem Hauptort Barre ist der Weiler Gos zu erwähnen.

## Sehenswürdigkeiten

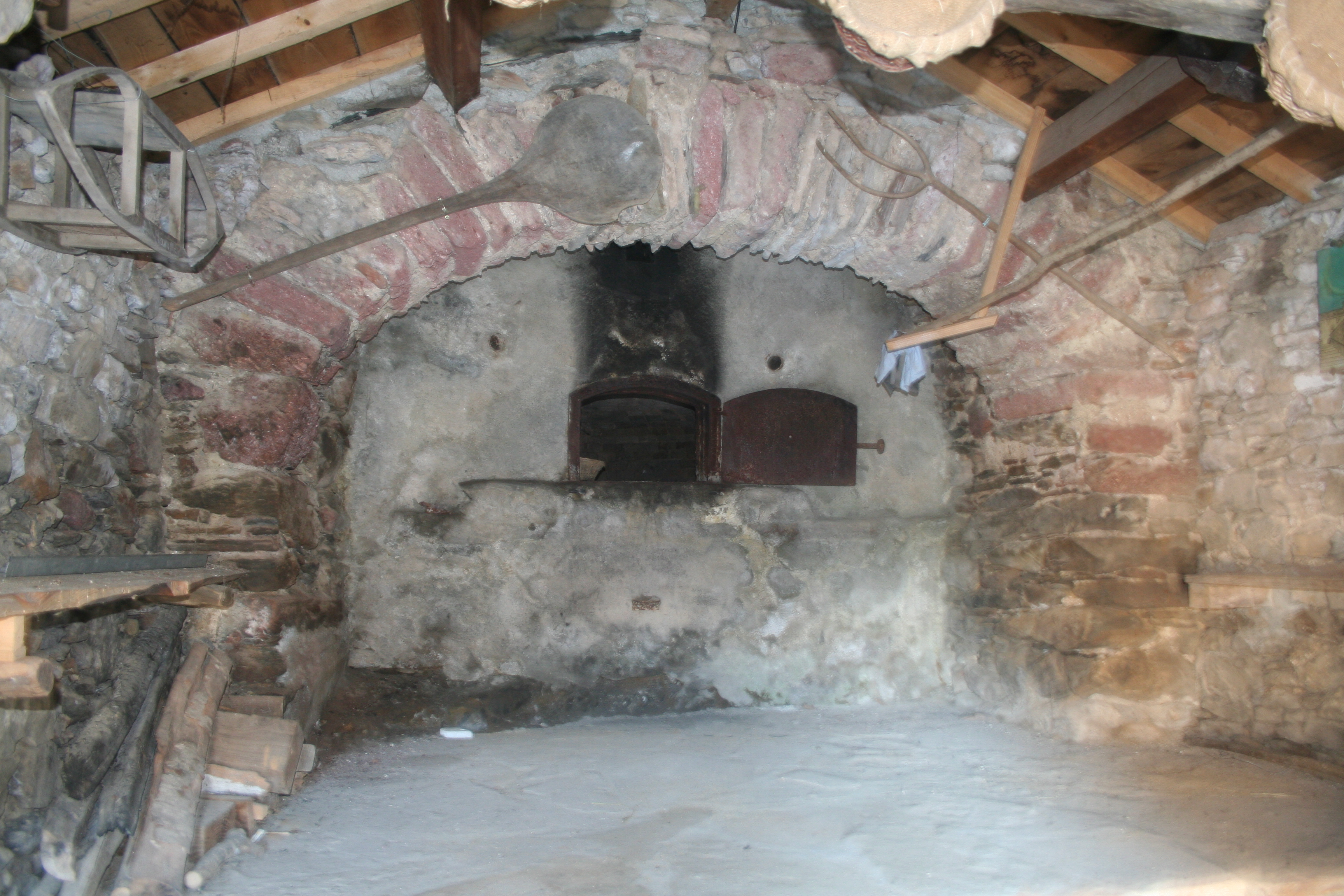
Gos – Backhaus

- Die Häuser der Gemeinde sind zum Teil noch aus Bruchsteinen gebaut, jedoch größtenteils verputzt.
- Im Weiler Gos steht ein steinsichtiges, in Teilen gewölbtes Backhaus aus dem 17. oder 18. Jahrhundert, in dessen Vorraum einige Werkzeuge und Gegenstände des ländlichen Lebens gezeigt werden.
- In der Gemarkung Cantoul steht der Statuenmenhir von Cantoul ein jungsteinzeitlicher Menhir mit Einritzungen (Dolch oder Schwert).[4] Ein weiterer Stein (La Roche de Combeynart) wurde erst im Jahr 1987 als Statuenmenhir identifiziert.[5] Eine Kopie des Plo de la Matte genannten Steins befindet sich in den angrenzenden Gebieten des Départements Aveyron.